# 顧客
顧客（こきゃく、英語: customer）とは、ある販売者から見て、商品、サービスなどを販売する相手となる個人や法人のこと。カスタマーとも呼ぶ。
主に商品（モノ）を販売する業界ではバイヤー (buyer)、購入者 (purchaser)、ユーザー (user) と呼ばれることもあり、主にサービスを提供する業界ではクライアント (client)と呼ばれることがある。
また、旅行業界では旅客、ショービジネスなどでは観客などの言葉も使われる。
電力事業者・ガス事業者などのエネルギー供給業界に限れば「需要家」（じゅようか）という用語も使われる。
なお「顧客」は、やや経営学寄りの用語（すなわち、やや学問的な表現、学者が好みがちな表現）であり、販売者の組織内では、しばしば気持ちを込めたり顧客との関係を明らかにしつつ「お客様」、すでに関係が深い場合は「お得意様」と表現することが一般的である。

## 概説
販売者、ベンダー、やサプライヤを経由して顧客に販売が行われ、販売時には金融取引や貨幣の交換、その他の価値の交換が行われる。
ピーター・ドラッカーは「The purpose of a business is to create and keep a customer （事業の目的とは顧客の創造と保持である）」と説明した。事業のあるべき目的というのは、（浅はかな経営者が往々にして思ってしまっているようなこととは異なって）自組織の金銭的な利益の追求や、ただ利己的なもの、などであるべきではなく、顧客を創り出すこと、つまり社会に役立つような製品やサービスを提供してそれを使っていただけるような良い関係を結んでゆくこと、自組織が社会から望まれるような良き存在となることだ、とした。

## 分類
さまざまな分類が知られている。

### 既存顧客、潜在顧客/見込み客
すでに商品やサービスを購入して利用してくれている個人や法人のことを既存顧客 (existing customers)と呼ぶ。これに加えて、マーケティングなどでは今後購入する可能性がありそうな個人や法人の存在が非常に重要なので、しばしばその存在も含めて「顧客」と意識する。このような存在を潜在顧客、見込み客 (leads, prospects, potential customers)などと呼ぶ。

### 顧客、未顧客、非顧客の3分類
シックスシグマの教義では、アクティブな顧客、未顧客、非顧客といった定義をする。
- 特定の企業の顧客とは、販売された製品に対し、特定の最近の期間内に企業と積極的に関わった人。
- 未顧客 (Not-customers)とは、もはや顧客ではない過去の顧客、または競合他社とのやり取りをしている潜在顧客のいずれか。
- 非顧客 (Non-customers)とは、まったく異なる市場セグメントにいる人々。販売対象外。

英国のシックスシグマコンサルタントであるジェフ・テナントは、以下のように例えている。スーパーマーケットの顧客とは、そのスーパーマーケットから牛乳を購入する人だ。未顧客は別のスーパーマーケットから牛乳を購入する人だが、非顧客はスーパーマーケットから牛乳をまったく購入せず、「伝統的な方法で牛乳を自宅まで配達してもらう人である。」 

### エンドユーザーと再販者の2分類
マーケターや経済学者は以下の2つに分類を行うことが多い。
- 再販業者、仲介業者、中間顧客 - 再販のために商品を購入する[8][5]。
- エンドユーザー、最終顧客 - 実際の消費者または消費者の購買担当者やその代理人[8][5]。

顧客と消費者の概念の区別と重なり
なお「顧客」と「消費者」は概念が異なる 。 顧客は商品を購入する人、消費者は商品を使用する人である 。 顧客は消費者でもあるかもしれないが、他の誰かが消費するために購入した可能性もある (中間顧客という)。中間顧客は消費者ではない 。 工業製品・サービスの場合、関係は少し複雑であり、顧客は政府機関、製造業者、教育医療機関などの法人であり、購入した商品やサービスを消費するか、他の完成品に組み込む。この場合、論理的には消費者であるが、産業顧客(industrial customers) や企業間顧客 (B2B顧客、business-to-business customers)と呼ばれることが多い。同様に、商品ではなくサービスを購入する顧客が消費者と呼ばれることはめったにない。 

### 外部顧客/内部顧客 の2分類
ジェフ・テナントは、「マーケティングの分野以外」で採用される別の方法で顧客を分類する。
（1988年以降に）カスタマーサービスの分野では、顧客を以下の2つに分類することも行われるようになった。
1. 組織の「外部顧客」とは、その組織と直接の関係性がない顧客である[11][12]。
2. 「内部顧客」とは、組織と直接の関係性がある顧客であり、通常（必ずしもそうではないが）組織内部にいる。内部顧客は通常、利害関係者、従業員、や株主であるが、定義には債権者や外部規制当局も含まれる[13][12]。

品質管理ライターのジョセフ・M・ジュランがこの新規に造語された用語を広め、1988年に彼の品質管理ハンドブックの第4版(Juran 1988) で紹介した。 それ以来、このアイデアは、総合的な品質管理とサービスマーケティングに関する文献で広く受け入れられている。 2016年現在、多くの組織で、内部顧客を満足させることは、製品が外部顧客のニーズを満たすための試金石となると考えている(Tansuhaj, Randall & McCullough 1991)。内部顧客を管理する理論と実践に関する研究がさまざまなサービス部門の業界で継続されている。ただし、本来なら「ステークホルダー」や「同僚」と呼ぶべき存在のことをジュラン流に「内部顧客」と呼ぶことを認める代わりに、もともと「顧客」と呼ばれ大切にされていた存在を「外部顧客」と呼んでしまうと、従来の顧客をかなり格下げして扱うという妙なことが起き、さまざまな弊害が生じることになる。それで次のような議論が噴出することになった。  

#### 「内部顧客」という用語の使用に反対する議論
ピーター・ドラッカー、フィリップ・コトラー、 W.エドワーズデミングなどの、経営とマーケティングの分野の有名な著作者たちは、著書の中で「内部顧客」という用語は使用していない。彼らは、顧客を、社会の中で需要と供給の関係における重要な役割と見なしている。顧客の特徴として、顧客はサプライヤーと従属関係あるものではなく、すべての顧客は、交渉においてサプライヤーと同等の立場にあるとされる。また、ピーター・ドラッガーは「すべての顧客は、サービスや製品の提案を受け入れることも拒否することもできる。」と書いている。
この顧客の特徴に反して、会社の同僚間の関係には常に従属関係がある。会社の従業員は、会社のプロセスに従う義務があり、業務を実行するための部門/同僚を選択する権限がない。会社の従業員は、会社の組織構造と決められたプロセスを前提として既存の部門/同僚の中で振る舞う義務があるため、「内部顧客」の関係性は顧客とは違うとされる。
ITILやシックスシグマの方法論の多くの著者は、「内部顧客」を、会社内の別部門の成果/アウトプットをインプットとして利用する会社内の部門と定義している。この定義は、顧客とサプライヤの関係よりも適切な説明である。 ピーター・ドラッガーは、組織内に顧客はいないと考えている。彼は「組織内にはコストセンターしかない。小切手が不渡りになっていない顧客が唯一のプロフィットセンターである。」と書いている。ウィリアム・デミングは、彼の9番目のポイントで、マネージャーに「部門間の障壁を打ち破れ！各部門はひとつのチームとして働く必要がある。」とアドバイスしている。これは、企業内では、サプライヤーと顧客の関係ではなく、チームワークが必要であることを意味している。ITILの方法論でも「組織内の2部門の関係は"同僚"という用語が正確である」と認めている。

## クライアントという用語
「クライアント」の第一の意味は「one that is under the protection of another」つまり「他者の保護にもとにいる人」という意味であり、第二の意味として「a person who engages the professional advice or services of another」つまり「プロフェッショナルのアドバイスやサービスを利用する人」という意味がある。
「顧客」を好む業界、「クライアント」を好む業界？
原始的な社会では、知人同士の物々交換経済に依存していた。その後、商取引が発展するにつれて、恒久的な社会的欲求ではない一時的なニーズに依存する、永続的ではない人間関係が形成されるようになった。現代ではあまりこれらの区別は意識されないが、安定した繰り返しの関係性を持つ業界は顧客という単語を好み、短期的な関係性を持つ業界はクライアントという単語を好む傾向がある。

## 他
顧客戦略等を研究する学術団体については、1951年4月21日、日本商業学会が慶應義塾大学教授向井鹿松を初代会長として設立された。